# Martin Schrack
Emil Martin  Schrack (* 1. Mai 1951 in Ebersbach) ist ein deutscher Komponist und Pianist des Modern Jazz.

## Leben und Wirken
Schrack studierte von 1975 bis 1980 an der Hochschule für Musik Würzburg und der Hochschule für Musik und Darstellende Kunst Stuttgart. Bereits während dieser Zeit war er  Mitglied des Quartetts von Joe Viera und spielte auch im  Pan Music Orchestra. Anschließend spielte er in den Gruppen RE und Hergottsax, bei Charly Antolini, Bobby Burgess, dem Südpool-Ensemble und dem Timeless Art Orchestra um Steffen Schorn und Klaus Graf. Seit 1980 spielte er Alben mit seinem eigenen Trio bzw. Quintett ein, mit dem er als deutscher Vertreter bei den Europäischen Jazztagen in Izmir 1998 gastierte. Weiterhin trat er mit Benny Bailey, Joe Gallardo, Don Rader, Fatty George, Dusko Goykovich, Tony Lakatos, Pete York, Benny Golson, Randy Brecker, Bob Mintzer, Dave Liebman und Torsten Krill auf, arbeitete aber auch für die Bigbands von Erwin Lehn und Paul Kuhn und arrangierte für die NDR-Bigband und die SWR-Bigband. 2002 begleitete er Sandy Patton und Sheila Jordan. 
Sein Concursus für Piano und Percussion wurde 1980 bei den Tagen für Neue Musik in Darmstadt aufgeführt. 1989 entstand sein Schüler-Musical Out. Als Arrangeur und Komponist größerer Werke war er an den CDs „Happy Birthday, Mr. Gershwin“ und „Happy Birthday, Duke!“ des Kammerorchesters Schloss Werneck beteiligt. 
Schrack verfasste das Lehrwerk Jazz im Klavierunterricht. 2001 wurde er als Professor an die Jazzabteilung der Hochschule für Musik Nürnberg berufen.

## Preise und Auszeichnungen
1975 war Schrack Preisträger beim Jazzwettbewerb des Kultusministeriums Baden-Württemberg; 1976 wurde er Sieger beim internationalen Jazzwettbewerb Nagold, wo er auch als bester Pianist ausgezeichnet wurde.

## Diskographische Hinweise
- Reflection (1990)
- Catplay (1993)
- Songs from The Jazz Age (1996) mit Sandy Lomax & dem Jazz Age Trio
- Happy Birthday, Mr. Gershwin ! (1998) mit dem Rainer Glas Jazz Age Quintet & dem Kammerorchester Schloss Werneck
- Happy Birthday, Duke! (1999) mit dem Rainer Glas Jazz  Jazz Age Sextet & dem Kammerorchester Schloss Werneck

## Lexigraphische Einträge
- Martin Kunzler: Jazz-Lexikon. Band 2: M–Z (= rororo-Sachbuch. Bd. 16513). 2. Auflage. Rowohlt, Reinbek bei Hamburg 2004, ISBN 3-499-16513-9.